# Бундаш Мирослав Омелянович
Бундаш Мирослав Омелянович (нар. 22 грудня 1976, Іванівці) — український футболіст, нападник. Майстер спорту України міжнародного класу (2001).

## Клубна кар'єра
Вихованець закарпатського футболу. Перший тренер — В. І. Симурник.
Виступав за «Карпати» Мукачеве, «Закарпаття», «Закарпаття-2», ФК «Рига» (Латвія), ФК «Атирау» (Казахстан).
У чемпіонатах України дебютував 3 червня 1995 року в Мукачевому, вийшовши на заміну наприкінці матчу проти «Зірки-НІБАС». Перший гол забив 10 серпня 1998 року на 31-й хвилині матчу «Верховина» — «Динамо-3». Загалом (станом на 2 серпня 2009 року) у чемпіонатах України провів 244 гри, забив 86 м'ячів (з них 45 ігор і 6 м'ячів у вищій лізі), у Кубку України зіграв 18 матчів, забив 4 м'ячі.
Бундаш 10 років з перервами грав за ужгородське «Закарпаття», з яким вийшов спочатку до першої ліги, потім двічі виходив і вилітав з вищої ліги. Після закінчення сезону 2007/2008 років ужгородський клуб не розрахувався з Мирославом по зарплаті, тому Бундаш відмовився повертатися до клубу у 2009 році. 28 січня 2009 року ПФЛ зобов'язала «Закарпаття» погасити заборгованість перед Бундашем та ще двома футболістами. У березні 2009 року команда погасила заборгованість перед футболістами.
Навесні 2009 року Бундаш перейшов до кіровоградської «Зірки».
28.08.2010 відрахований з ФК «Суми».

## Міжнародна кар'єра
У 2001 році Мирослав у складі студентської збірної України став срібним призером Всесвітньої Універсіади та найкращим бомбардиром збірної на турнірі, забивши 4 м'ячі.

## Тренерська кар'єра
Після завершення кар'єри гравця працював скаутом у тренерському штабі «Говерли». Також очолював молодіжну команду «Говерли».
У 2019 році був помічником головного тренера «Ужгорода».
В тому ж 2019 році приєднався до системи «Мункача», де є тренером дитячих команд.

## Сім'я
Має двох синів — Мирослава та Василя. Старший син, Мирослав, грав за «Мункач» у розіграші Другої ліги України сезону 2021/22. Василь грає за юнацьку команду «Шахтаря».

## Титули та досягнення
- Срібний призер Всесвітньої Універсіади: 2001.
- Чемпіон першої ліги чемпіонату України (2): 2000/2001, 2003/2004.
- Срібний призер першої ліги чемпіонату України: 2006/2007.
- Переможець групи «А» другої ліги першості України: 1998/1999.
- Переможець групи «Б» другої ліги першості України: 2008/2009.